# Beigebröstad lövtimalia
Beigebröstad lövtimalia (Illadopsis rufipennis) är en fågel i familjen marktimalior inom ordningen tättingar.

## Utbredning och systematik
Beigebröstad lövtimalia delas in i två underarter med följande utbredning:
- rufipennis-gruppen
  - I. r. extrema – Sierra Leone till Ghana
  - I. r. bocagei – Bioko
  - I. r. rufipennis – södra Nigeria till västra Kenya och nordvästra Tanzania samt söderut till nordvästra Angola och centrala Demokratiska republiken Kongo

Tidigare inkluderades tanzanialövtimalian (I. distans) i arten, men denna urskiljs sedan 2016 som egen art av Birdlife International och naturvårdsunionen IUCN, sedan 2021 även av tongivande International Ornithological Congress (IOC).

## Status och hot
Arten har ett stort utbredningsområde, men tros minska i antal, dock inte tillräckligt kraftigt för att den ska betraktas som hotad. Internationella naturvårdsunionen IUCN listar arten som livskraftig (LC).